# روابط ترکیه و ایالات متحده آمریکا
روابط ترکیه و ایالات متحده آمریکا (انگلیسی: Turkey–United States relations) روابط دیپلماتیک عادی بین جمهوری ترکیه و ایالات متحده آمریکا در سال ۱۹۲۷ برقرار شد. روابط پس از جنگ جهانی دوم از کنفرانس دوم قاهره در دسامبر ۱۹۴۳ و ورود ترکیه به طرف متفقین جنگ جهانی دوم در فوریه ۱۹۴۵ شکل گرفت.

## نگارخانه

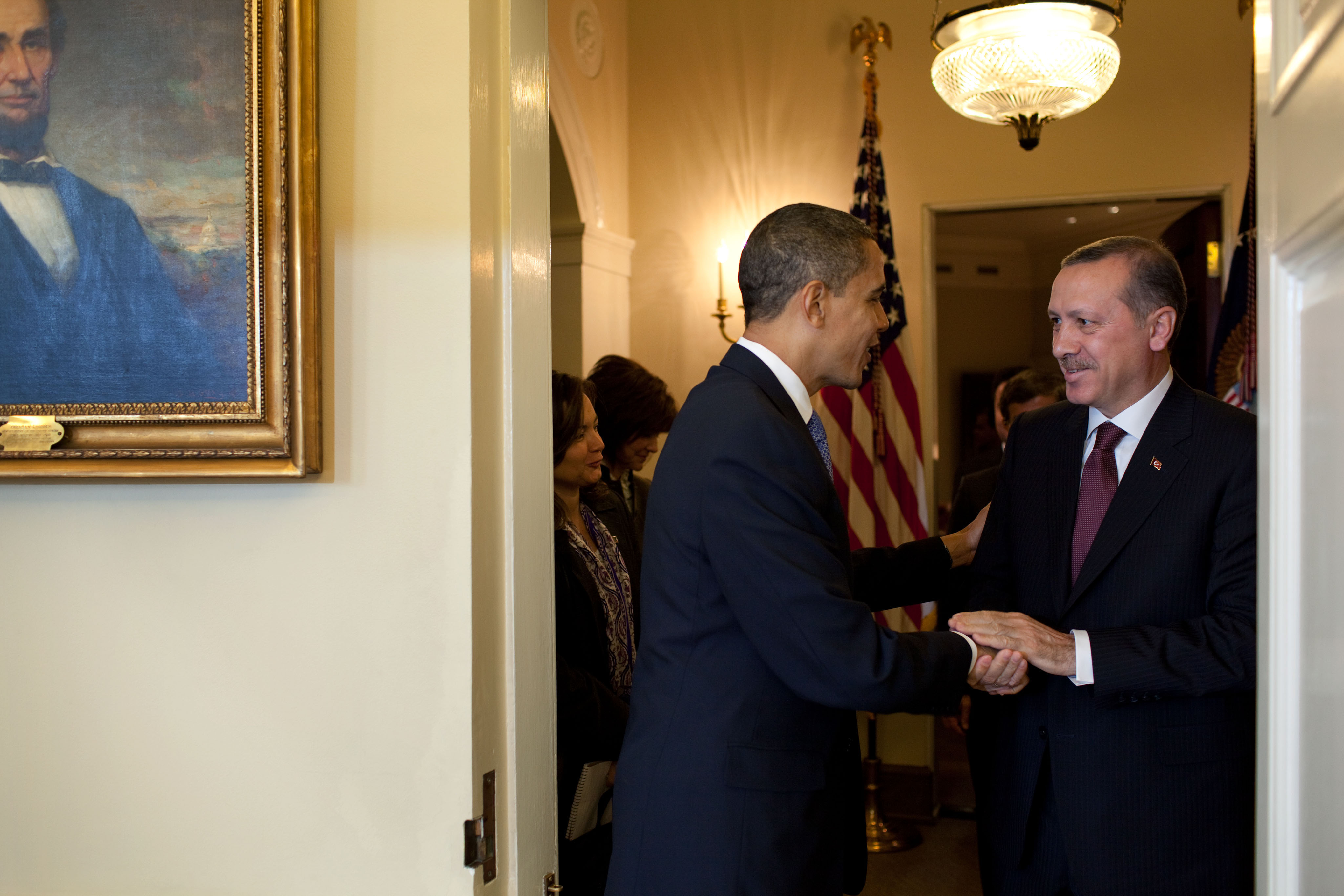
اردوغان و اوباما، دسامبر ۲۰۰۹
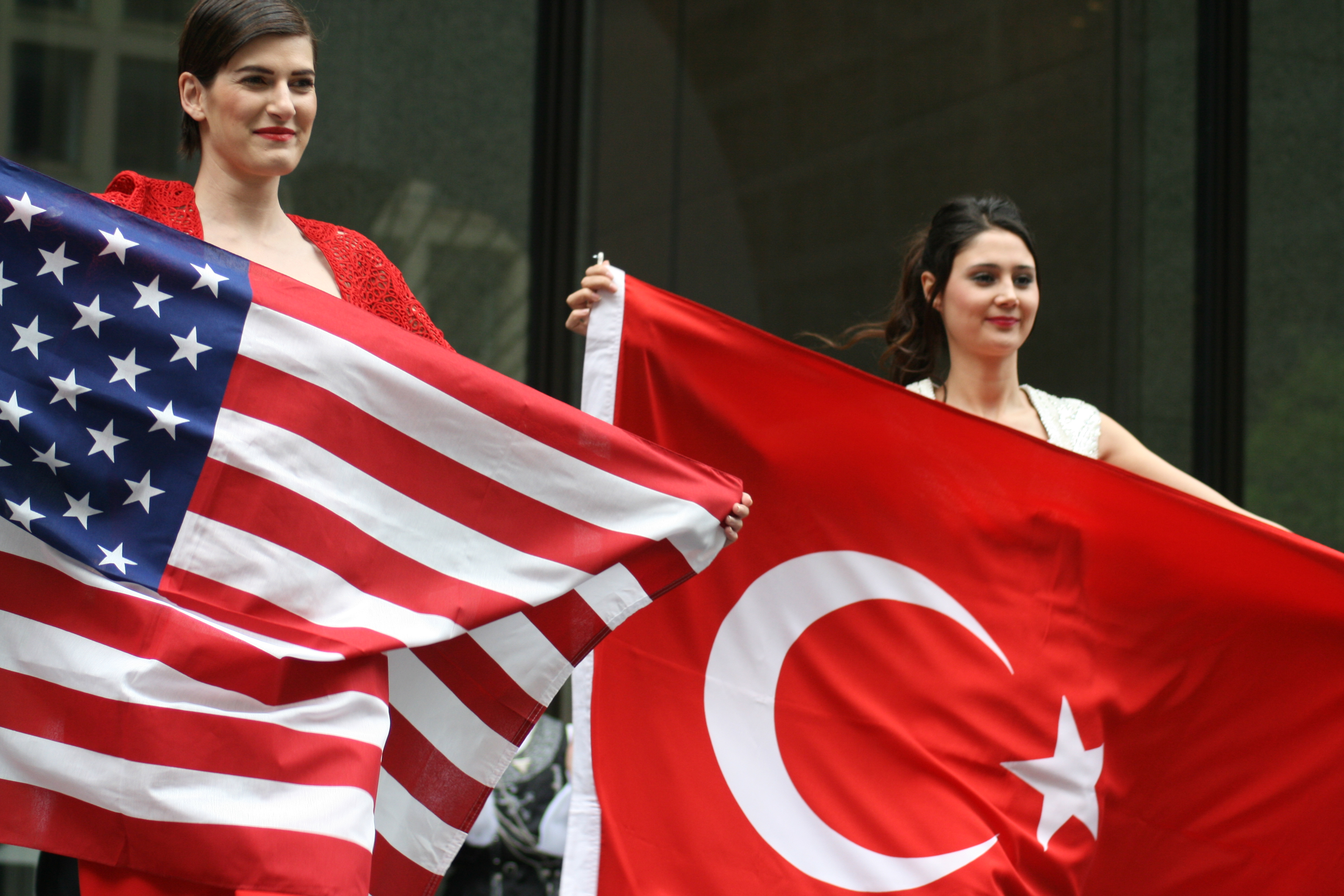
طرفداران ترکیه و ایالات‌متحده
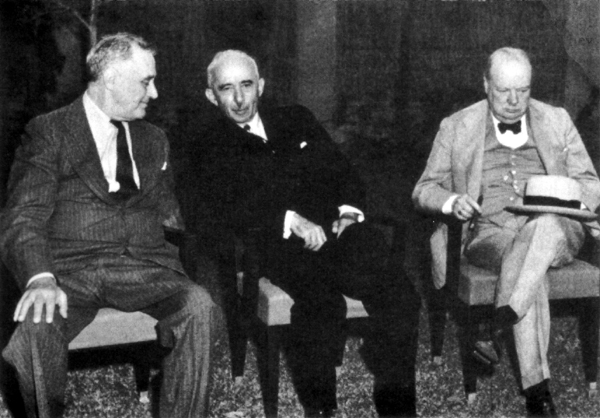
چرچیل، اینونو و روزولت، دسامبر ۱۹۴۳‏
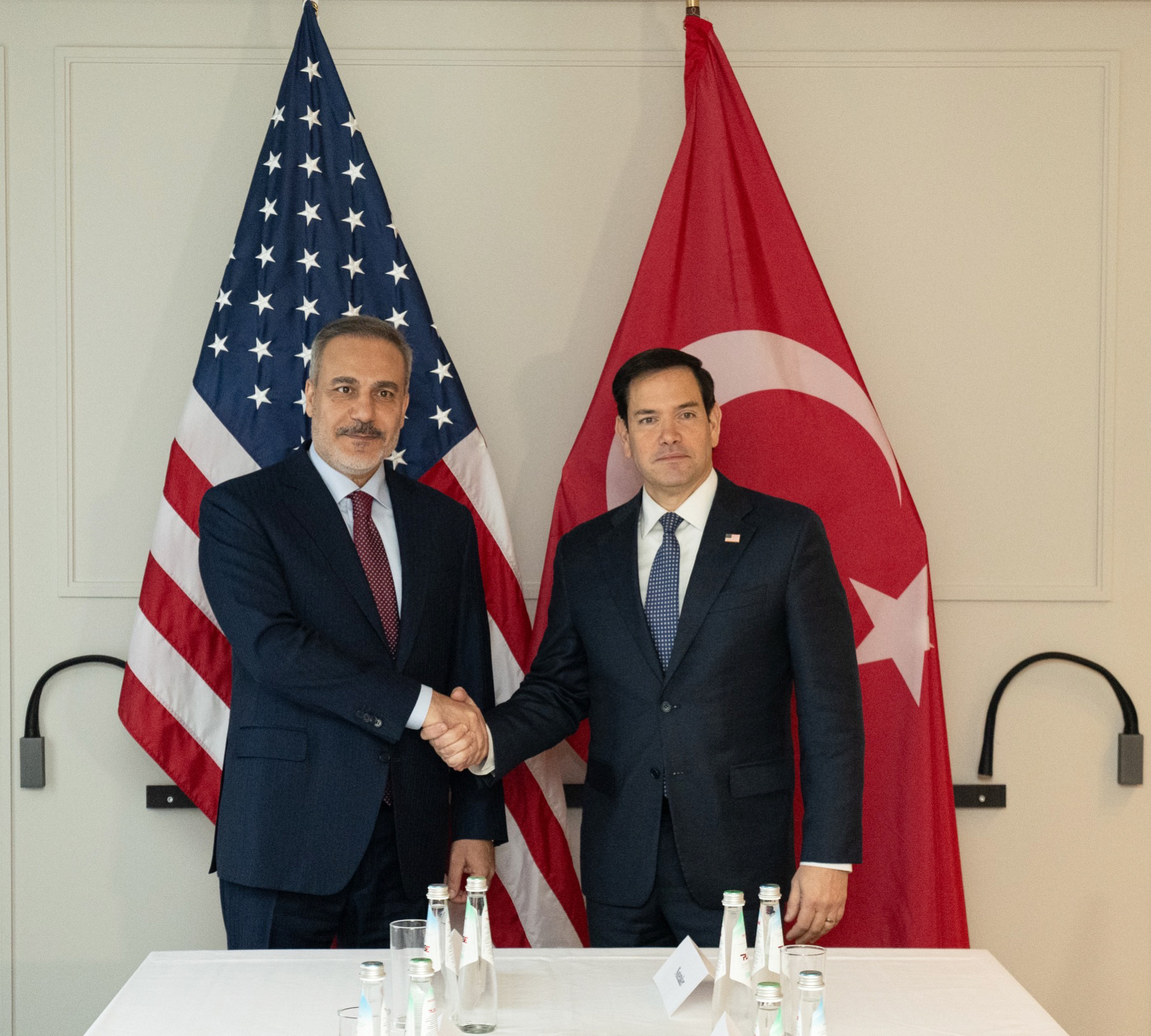
روبیو و هاکان فیدان، فوریه ۲۰۲۵